# Justyna Kowalczyk
Justyna Maria Kowalczyk-Tekieli (anhörenⓘ) (* 19. Januar 1983 in Limanowa, Woiwodschaft Kleinpolen) ist eine polnische Skilangläuferin, die für den KS AZS-AWF Katowice startete.
Durch ihre zwei Olympiasiege 2010 und 2014 und die drei weiteren olympischen Medaillen ist Kowalczyk eine der erfolgreichsten polnischen Skilangläuferinnen in der Sportgeschichte. Ihr gelang 2006 als erster polnischer Langläuferin der Gewinn einer olympischen Medaille. Bei der Nordischen Ski-WM 2009 gewann die Polin drei Medaillen, darunter auch zwei goldene in der Doppelverfolgung und im 30-Kilometer-Rennen. Zudem gewann sie den Gesamtweltcup der Saison 2008/09, 2009/10, 2010/11 und 2012/13, womit sie die erste Gesamtweltcupsiegerin ihres Landes ist. Sie gehört seit einigen Jahren zu den besten Athletinnen im Weltcup, feierte bisher insgesamt 30 Weltcupsiege und viele weitere Podestresultate. Für Aufmerksamkeit sorgte sie auch durch eine Dopingsperre im Jahr 2005, durch die ihr nachträglich noch ein vierter Rang bei Weltmeisterschaften aberkannt wurde.

## Werdegang

### Anfänge, Sprung in den Weltcup und erste Erfolge (2000–2003)
Mit zehn Jahren begann Kowalczyk mit dem Skilanglauf, ihre ersten internationalen Wettkämpfe bestritt sie sieben Jahre später bei den Nordischen Juniorenweltmeisterschaften 2000 im slowakischen Štrbské Pleso. Dort erreichte die damals 17-jährige Polin keine überzeugenden Platzierungen, ihr bestes Resultat blieb ein 40. Rang im Freistil-Sprint. Auch bei der Junioren-WM ein Jahr später in ihrem Heimatland in Karpacz, Szklarska Poręba kam sie nicht über einen 30. Platz hinaus, womit sie aber zumindest beste der vier polnischen Teilnehmerinnen war. Im März 2001 startete sie erstmals bei FIS-Rennen, unterklassigen Wettkämpfen, von denen sie ihr erstes sogleich gewann und ihr zweites auf dem zweiten Rang beendete. Bei diesen beiden Rennen war das Teilnehmerfeld jedoch auf nur acht Landsfrauen Kowalczyks beschränkt, die allesamt nicht zur internationalen Spitze gehörten. Dennoch schaffte sie nach ebenfalls guten Platzierungen bei weiteren FIS-Rennen außerhalb Polens den Sprung in den Skilanglauf-Weltcup, wo sie am 9. Dezember 2001 in Cogne zum ersten Mal an den Start ging, als 64. im Sprint-Prolog die weiteren Runden jedoch deutlich verpasste.
Obgleich Kowalczyk im ersten Weltcup-Rennen kein überraschendes Ergebnis eingefahren hatte, war sie als beste Polin doch für die polnisch-ukrainische Staffel beim Weltcup in Davos gesetzt. Mit über sieben Minuten Rückstand verpasste dieses gemischte Team die vorderen Plätze jedoch weit und platzierte sich letztlich mit über drei Minuten Rückstand auf die vorletzte Staffel auf dem 17. und letzten Rang. Kurz darauf erreichte die Polin ihren ersten Weltcuppunkt, als sie 30. beim Sprint von Asiago wurde. Beim letzten FIS-Rennen vor den Juniorenweltmeisterschaften 2002 in Schonach gelang ihr noch einmal Rang zwei, ehe sie bei der Junioren-WM besonders im Sprint überzeugte, wo sie als Elfte nur knapp die besten zehn verpasste. Auch im Continental Cup überzeugte die Polin, sodass sie auch für die Saison 2002/03 in den Weltcup nominiert wurde. Dort sammelte sie bei zwei Sprints, einem im Dezember 2002, einem im März 2003, weitere acht Punkte. Auch der weitere Winter verlief für sie gut; sie triumphierte bei fünf FIS-Rennen und konnte zudem Neunte beim Sprint der Winter-Universiade 2003 in Tarvisio werden.
Den größten Erfolg der Saison erreichte Kowalczyk jedoch bei den Juniorenweltmeisterschaften 2003 im schwedischen Sollefteå. Hier wurde sie zunächst Fünfte über fünf Kilometer im klassischen Stil und platzierte sich anschließend im Sprint als Zweite hinter der Deutschen Nicole Fessel, womit sie die Silbermedaille gewann. Noch in der Qualifikation, dem Prolog, war sie nur 14. gewesen. Wegen dieser guten Leistungen nominierte der polnische Verband sie auch für die Weltmeisterschaften der Senioren. Dort gelang ihr über zehn Kilometer der 48. Rang, im Sprint verpasste sie als 31. knapp die Top 30.

### Etablierung in den Punkterängen und Dopingsperre (2003–2005)
In den Winter 2003/04 startete Kowalczyk gut mit einem weiteren FIS-Rennen-Triumph. Bei zwei Weltcuprennen im Dezember 2003 verbesserte sie ihre besten Ergebnisse zunächst auf einen 24., dann auf einen 15. Platz, den sie im Sprint erreichte. Im folgenden Saisonverlauf kam sie noch auf einen 12. Rang bei einem 10-Kilometer-Wettkampf; insgesamt holte sie 88 Weltcuppunkte und wurde 46. im Gesamtweltcup. Dazu siegte sie je zweimal bei FIS- und Continentalcup-Wettbewerben. An Großereignissen des Winters nahm sie nicht teil.
Die Saison 2004/05 begann für Kowalczyk wiederum erfolgreich, sie holte etliche Punkte für den Gesamtweltcup und gewann ein FIS-Rennen. Auch bei der Winter-Universiade im Januar 2005 in Innsbruck nahm sie erfolgreich teil und siegte über 15 Kilometer, was ihren ersten großen internationalen Titel bedeutete. In guter Form trat sie bei den Skiweltmeisterschaften 2005 an und fuhr als Vierte an der Bronzemedaille über 30 Kilometer klassisch nur wenige Sekunden vorbei. Auch in den weiteren Weltcupwettbewerben platzierte sie sich gut, diese Ergebnisse wurden von der FIS jedoch alle aberkannt, da bei der Polin im Juni 2005 festgestellt wurde, dass sie im Januar des Jahres das Dopingmittel Dexamethason eingenommen hatte. Infolgedessen annullierte der Ski-Verband sämtliche Resultate Kowalczyks rückwirkend seit Ende Januar 2005, auch die Weltmeisterschaftsergebnisse. Dazu verurteilte er sie zu einer zweijährigen Doping-Sperre, die jedoch kurz darauf verkürzt wurde, weil das Mittel entweder unabsichtlich eingenommen wurde oder die Leistung nicht steigerte. So konnte sie bereits im Dezember 2005 wieder international an den Start gehen.

### Olympiamedaille und endgültiger Durchbruch in die Weltspitze (2005–)
Die auf die Dopingsperre folgende Saison 2005/06 war Kowalczyks bis dahin erfolgreichste. Im Weltcup platzierte sie sich als Sechste beim Sprint von Nové Mesto erstmals in den Top 10, anschließend folgte zu Beginn des Jahres 2006 ihr erster Podiumsrang, als sie Dritte über 10 Kilometer in Otepää wurde. In dieser guten Form reiste sie zu den Olympischen Winterspielen 2006 in Turin. Dort platzierte sie sich bereits in der Verfolgung auf Rang acht, wonach allerdings zwei Enttäuschungen kamen. Das 10-Kilometer-Rennen konnte sie nicht beenden und im Sprint schied sie als 44. bereits in der Qualifikation aus. Erst im letzten Wettkampf, dem 30-Kilometer-Massenstart, zeigte sich Kowalczyk und lieferte ein gutes Rennen ab, das sie als Dritte und Bronzemedaillengewinnerin beendete. Nur im Zielsprint musste sie sich geschlagen geben, sodass sie sogar den Sieg von Kateřina Neumannová nur um zwei Sekunden verpasste. Dennoch war sie damit die erste olympische Medaillengewinnerin für Polen im Skilanglauf. Im Gesamtweltcup platzierte sie sich mit 392 Punkten auf Rang 13.
Den Skilanglauf-Weltcup 2006/07 begann sie recht schwach, obwohl ihr bei einem 10-Kilometer-Wettkampf immerhin ein vierter Platz gelang. Auch bei der zum ersten Mal ausgetragenen Tour de Ski verpasste sie als Elfte die Top 10, wenn auch nur knapp. Erst nach der Tour de Ski kam Kowalczyk wieder in Form, bei der Universiade triumphierte sie sogar dreifach, im Sprint, in der Doppelverfolgung sowie über fünf Kilometer. Kurz darauf gelang ihr der erste Weltcupsieg, als sie das 10-Kilometer-Rennen von Otepää gewann. Trotz weiterer guter Ergebnisse im Weltcup schaffte sie bei den Nordischen Skiweltmeisterschaften 2007 in Sapporo keinen Top-Fünf-Platz. Den Gesamtweltcup beendete sie auf einem guten achten Rang, wobei sie sowohl im Distanz- als auch im Sprintweltcup viele Punkte sammelte.
Anders als im Vorjahr startete Kowalczyk in den Weltcup 2007/08 sehr gut, indem sie gleich bei ihrem zweiten Rennen wieder Dritte wurde. Nach der Tour de Ski, die sie diesmal als Siebte beendete, folgte in Canmore der zweite Weltcuperfolg. Dank mehrerer Podiumsplatzierungen erreichte die Polin im Gesamtweltcup den dritten Platz, ebenso im Distanzweltcup, im Sprintweltcup wurde sie Achte. Auch in die Saison 2008/09 startete sie erfolgreich; in den ersten zehn Weltcup-Wettkämpfen kam sie nur einmal nicht unter die Top 10, auch bei der Tour de Ski 2008/09 platzierte sie sich auf Gesamtrang vier. Beim Olympiatest in Whistler, zu dem allerdings nicht alle Topathleten anreisten, feierte Kowalczyk ihren dritten Weltcuptriumph, jetzt in der Verfolgung. Zum Auftakt der Nordischen Skiweltmeisterschaften 2009 in Liberec gewann sie mit der Bronzemedaille über die 15 Kilometer klassisch ihre erste WM-Medaille. Wenige Tage später siegte Kowalczyk in der Doppelverfolgung über 2 × 7,5 Kilometer und erreichte so ihren ersten internationalen Titel vor Kristin Størmer Steira, indem sie die Norwegerin knapp im Zielsprint schlug. Beim letzten Rennen der Weltmeisterschaften über 30 Kilometer im freien Stil schaffte die Polin es, sich durch einen Angriff einen Kilometer vor Schluss erneut von ihren Verfolgern abzusetzen und ihren zweiten Weltmeistertitel zu feiern. Gegen Ende des Winters steigerte Kowalczyk ihre Leistungen noch ein weiteres Mal und fügte ihrer Erfolgsbilanz vier Weltcupsiege sowie den Gewinn des Weltcupfinals hinzu. Dadurch konnte sie in den letzten Wettkämpfen auch noch die Slowenin Petra Majdič im Gesamtweltcup überholen, die noch bis zum Weltcupfinale das gelbe Trikot getragen hatte. Schließlich konnte sie am 22. März 2009 den Gesamtweltcupsieg feiern, obwohl zuvor in Polen noch nicht einmal ein Weltcuprennen stattgefunden hatte, die Sportart also recht unpopulär war.
In der olympischen Saison 2009/10 gelang Kowalczyk mit drei Etappenerfolgen erstmals der Sieg bei der Tour de Ski, während sie bei den folgenden Olympischen Winterspielen über die 30 km klassisch siegte sowie eine Silber- (Sprint klassisch) und eine Bronzemedaille (Doppelverfolgung) gewann. Am Ende der Saison verteidigte Kowalczyk erfolgreich den Gesamtweltcup und belegte auch in der Distanz- und Sprintwertung die ersten Plätze. Im April 2010 gewann sie beim Avacha ski marathon über 60 km Freistil.
In der folgenden Saison 2010/11 verteidigte Kowalczyk ihren Titel bei der Tour de Ski vor der Norwegerin Therese Johaug, wobei sie vier Etappen für sich entscheiden konnte. Bei den Nordischen Skiweltmeisterschaften 2011 in Oslo gewann sie über 10 km klassisch und im Verfolgungsrennen jeweils Silber hinter Marit Bjørgen und Bronze im 30-km-Massenstartrennen. Beim Weltcupfinale errang sie den zweiten Platz und beendete die Saison erneut auf den ersten Platz im Gesamt und Distanzweltcup. Zum Beginn der Saison 2011/12 kam sie bei der Nordic Opening in Kuusamo auf den fünften Rang. In Rogla erreichte sie ihren ersten Sieg in der Saison. Die Tour de Ski gewann sie zum dritten Mal in Folge. Dabei holte sie vier Etappensiege. Es folgten im Weltcup neun weitere Podestplatzierungen davon vier Siege. Beim Weltcupfinale belegte sie den fünften Platz und erreichte den jeweils zweiten Platz im Gesamt und Distanzweltcup hinter Marit Bjørgen. Nach schwachen Start in die folgende Saison mit dem 27. Rang in Gällivare erreichte sie bei der Nordic Opening den zweiten Gesamtplatz. Es folgten zwei Siege im 10-km-Massenstartrennen und im Skiathlon in Canmore. Bei der Tour de Ski 2012/13 errang sie erneut den ersten Platz in der Gesamtwertung. Dabei gewann fünf Etappen. Es folgten sieben weitere Podestplatzierungen, davon drei Siege. Sie holte damit ihren insgesamt vierten Sieg im Gesamt und Distanzweltcup. Bei den Nordischen Skiweltmeisterschaften 2013 im Val di Fiemme holte sie Silber im 30-km-Massenstartrennen.
Zu Beginn der Saison 2013/14 siegte Kowalczyk zum vierten Mal in Folge beim Merino Muster über 42 km Freistil. Bei der Nordic Opening errang sie den vierten Platz. Im weiteren Saisonverlauf gewann sie drei Weltcuprennen. Bei der Tour de Ski 2013/14 trat sie nicht an. Im Februar 2014 holte sie bei den Olympischen Winterspielen in Sotschi Gold über 10 km klassisch. Im Gesamtweltcup kam sie auf den 13. Platz und im Distanzweltcup auf den siebten Rang. In der folgenden Saison erreichte sie den zehnten Platz bei der Nordic Opening in Lillehammer. Im weiteren Saisonverlauf beendete sie die Tour de Ski 2015 vorzeitig und erreichte in Otepää den dritten Platz im Teamsprint. Bei den Nordischen Skiweltmeisterschaften 2015 in Falun gewann sie zusammen mit Sylwia Jaśkowiec die Bronzemedaille. Im März 2015 siegte sie zum ersten Mal den klassischen Wasalauf in Schweden. Zu Beginn der Saison 2015/16 siegte sie beim Ushuaia Loppet und beim Marchablanca über 21 km klassisch. Bei der Nordic Opening in Ruka belegte sie den 11. Platz und bei der Tour de Ski 2016 den 23. Rang. Im März 2016 kam sie bei der Ski Tour Canada mit drei Top-Zehn-Platzierungen auf den neunten Platz in der Gesamtwertung und erreichte den 16. Platz im Gesamtweltcup und den 13. Rang im Distanzweltcup. Im selben Monat wurde sie Zweite beim Birkebeinerrennet. Im April 2016 siegte sie beim Årefjällsloppet und beim Fossavatnsgangan. Nach Platz 19 bei der Weltcup-Minitour in Lillehammer zu Beginn der Saison 2016/17, siegte sie beim Alpencup in Valdidentro über 10 km klassisch und belege in Goms den dritten Platz über 10 km klassisch. Im Januar 2017 gewann sie beim Scandinavian Cup und beim Eastern Europe Cup in Minsk jeweils über 10 km klassisch. Im folgenden Monat holte sie im Skiathlon in Pyeongchang ihren 50. Weltcupsieg. Beim Saisonhöhepunkt den Nordischen Skiweltmeisterschaften 2017 in Lahti wurde sie Neunte zusammen mit Ewelina Marcisz im Teamsprint und jeweils Achte mit der Staffel und über 10 km klassisch. Im März 2017 gewann sie den Bieg Piastów und das Birkebeinerrennet. Anfang April 2017 siegte sie beim Reistadløpet über 50 km klassisch. Die Saison beendete sie auf dem 21. Platz im Gesamtweltcup und auf dem 14. Rang im Distanzweltcup. Zu Beginn der Saison 2017/18 errang sie beim Ruka Triple den 24. Platz. Es folgten zwei Siege bei Slavic Cup in Štrbské Pleso und wie im Vorjahr der Sieg beim Birkebeinerrennet. Ihre besten Platzierungen bei den Olympischen Winterspielen 2018 in Pyeongchang waren der 14. Platz im 30-km-Massenstartrennen und der siebte Rang zusammen mit Sylwia Jaśkowiec im Teamsprint.
In der Saison 2018/19 holte Kowalczyk vier Siege im Slavic Cup und errang damit den vierten Platz in der Gesamtwertung. Zudem gewann sie den Bieg Piastów über 50 km klassisch, das Birkebeinerrennet und beim Gsieser-Tal-Lauf über 42 km klassisch und belegte beim Kaiser-Maximilian-Lauf den dritten Platz. Beim Saisonhöhepunkt den Nordischen Skiweltmeisterschaften 2019 in Seefeld in Tirol lief sie auf den 13. Platz mit der Staffel und auf den zehnten Rang zusammen mit Monika Skinder im Teamsprint.

## Erfolge

### Siege bei Weltcuprennen

#### Weltcupsiege im Einzel

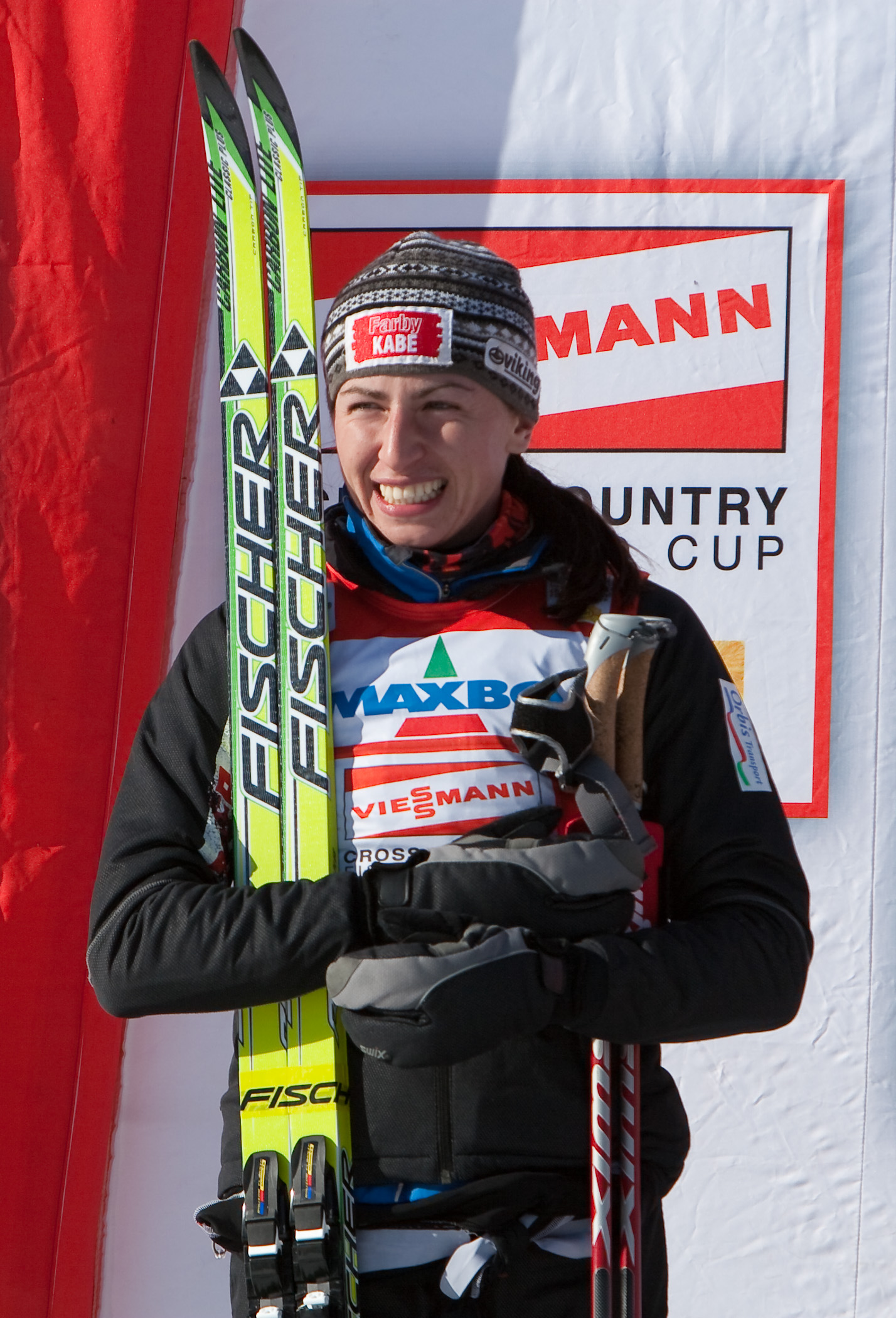
Kowalczyk auf dem Podium des Weltcups in Trondheim, März 2009

| Nr. | Datum             | Ort              | Disziplin                       |
| --- | ----------------- | ---------------- | ------------------------------- |
| 1.  | 27. Januar 2007   | Otepää           | 10 km klassisch Individualstart |
| 2.  | 22. Januar 2008   | Canmore          | 15 km Skiathlon                 |
| 3.  | 17. Januar 2009   | Whistler         | 15 km Skiathlon                 |
| 4.  | 24. Januar 2009   | Otepää           | 10 km klassisch Individualstart |
| 5.  | 14. Februar 2009  | Valdidentro      | 10 km klassisch Individualstart |
| 6.  | 8. März 2009      | Lahti            | 10 km Freistil Individualstart  |
| 7.  | 22. März 2009     | Stockholm/Falun  | Gesamtwertung Weltcup-Finale    |
| 8.  | 28. November 2009 | Kuusamo          | 1,2 km Sprint klassisch         |
| 9.  | 20. Dezember 2009 | Rogla            | 15 km klassisch Massenstart     |
| 10. | 10. Januar 2010   | Tour de Ski      | Gesamtwertung                   |
| 11. | 16. Januar 2010   | Otepää           | 10 km klassisch Individualstart |
| 12. | 23. Januar 2010   | Rybinsk          | 15 km Skiathlon                 |
| 13. | 6. Februar 2010   | Canmore          | 1,4 km Sprint klassisch         |
| 14. | 9. Januar 2011    | Tour de Ski      | Gesamtwertung                   |
| 15. | 4. Februar 2011   | Rybinsk          | 10 km Skiathlon                 |
| 16. | 17. Dezember 2011 | Rogla            | 10 km klassisch Massenstart     |
| 17. | 8. Januar 2012    | Tour de Ski      | Gesamtwertung                   |
| 18. | 21. Januar 2012   | Otepää           | 1,2 km Sprint klassisch         |
| 19. | 22. Januar 2012   | Otepää           | 10 km klassisch Individualstart |
| 20. | 2. Februar 2012   | Moskau           | 1,5 km Sprint Freistil          |
| 21. | 18. Februar 2012  | Szklarska Poręba | 10 km klassisch Individualstart |
| 22. | 13. Dezember 2012 | Canmore          | 10 km klassisch Massenstart     |
| 23. | 16. Dezember 2012 | Canmore          | 15 km Skiathlon                 |
| 24. | 6. Januar 2013    | Tour de Ski      | Gesamtwertung                   |
| 25. | 16. Februar 2013  | Davos            | 1,5 km Sprint klassisch         |
| 26. | 10. März 2013     | Lahti            | 10 km klassisch Individualstart |
| 27. | 13. März 2012     | Drammen          | 1,3 km Sprint klassisch         |
| 28. | 7. Dezember 2013  | Lillehammer      | 10 km klassisch Individualstart |
| 29. | 21. Dezember 2013 | Asiago           | 1,25 km Sprint klassisch        |
| 30. | 19. Januar 2014   | Szklarska Poręba | 10 km klassisch Massenstart     |
| 31. | 4. Februar 2017   | Pyeongchang      | 15 km Skiathlon                 |

#### Etappensiege bei Weltcuprennen
| Nr. | Datum             | Ort             | Disziplin                      | Rennen              |
| --- | ----------------- | --------------- | ------------------------------ | ------------------- |
| 1.  | 2. Januar 2010    | Oberhof         | 10 km Verfolgung klassisch 1   | Tour de Ski 2009/10 |
| 2.  | 7. Januar 2010    | Cortina–Toblach | 5 km klassisch Individualstart | Tour de Ski 2009/10 |
| 3.  | 19. März 2010     | Falun           | 2,5 km Prolog klassisch        | Weltcup-Finale 2010 |
| 4.  | 31. Dezember 2010 | Oberhof         | 2,5 km Prolog Freistil         | Tour de Ski 2010/11 |
| 5.  | 1. Januar 2011    | Oberhof         | 10 km Verfolgung klassisch 1   | Tour de Ski 2010/11 |
| 6.  | 6. Januar 2011    | Cortina–Toblach | 16 km Verfolgung Freistil 1    | Tour de Ski 2010/11 |
| 7.  | 8. Januar 2011    | Val di Fiemme   | 10 km klassisch Massenstart    | Tour de Ski 2010/11 |
| 8.  | 29. Dezember 2011 | Oberhof         | 2,5 km Prolog Freistil         | Tour de Ski 2011/12 |
| 9.  | 30. Dezember 2011 | Oberhof         | 10 km Verfolgung klassisch 1   | Tour de Ski 2011/12 |
| 10. | 31. Dezember 2011 | Oberstdorf      | 1,2 km Sprint klassisch        | Tour de Ski 2011/12 |
| 11. | 7. Januar 2012    | Val di Fiemme   | 10 km klassisch Massenstart    | Tour de Ski 2011/12 |
| 12. | 17. März 2012     | Falun           | 10 km klassisch Massenstart    | Weltcup-Finale 2012 |
| 13. | 30. Dezember 2012 | Oberhof         | 9 km Verfolgung klassisch 1    | Tour de Ski 2012/13 |
| 14. | 3. Januar 2013    | Toblach–Cortina | 15 km Verfolgung Freistil 1    | Tour de Ski 2012/13 |
| 15. | 4. Januar 2013    | Toblach         | 3 km klassisch Individualstart | Tour de Ski 2012/13 |
| 16. | 5. Januar 2013    | Val di Fiemme   | 10 km klassisch Massenstart    | Tour de Ski 2012/13 |
| 17. | 20. März 2013     | Stockholm       | 1,1 km Sprint klassisch        | Weltcup-Finale 2013 |
| 18. | 29. November 2013 | Kuusamo         | 1,4 km Sprint klassisch        | Nordic Opening 2013 |
| 19. | 30. November 2013 | Kuusamo         | 5 km klassisch Individualstart | Nordic Opening 2013 |

### Siege bei Continental-Cup-Rennen
| Nr. | Datum             | Ort            | Disziplin                       | Serie                     |
| --- | ----------------- | -------------- | ------------------------------- | ------------------------- |
| 1.  | 11. Februar 2004  | Soldier Hollow | 15 km Freistil Massenstart      | Continental Cup           |
| 2.  | 15. Februar 2004  | Soldier Hollow | 10 km Skiathlon                 | Continental Cup           |
| 3.  | 17. Dezember 2005 | Horní Mísečky  | 5 km klassisch                  | Slavic Cup                |
| 4.  | 18. Dezember 2005 | Horní Mísečky  | 10 km Freistil                  | Slavic Cup                |
| 5.  | 21. Dezember 2007 | Horní Mísečky  | 5 km klassisch                  | Slavic Cup                |
| 6.  | 22. Dezember 2007 | Horní Mísečky  | 10 km Freistil                  | Slavic Cup                |
| 7.  | 19. März 2008     | Skalka         | 5 km klassisch                  | Slavic Cup                |
| 8.  | 20. März 2008     | Skalka         | 7,5 km Freistil Massenstart     | Slavic Cup                |
| 9.  | 13. August 2011   | Snow Park      | 10 km klassisch Massenstart     | Australia/New Zealand Cup |
| 10. | 14. August 2011   | Snow Park      | Sprint Freistil                 | Australia/New Zealand Cup |
| 11. | 9. August 2012    | Snow Park      | 10 km klassisch Massenstart     | Australia/New Zealand Cup |
| 12. | 11. August 2012   | Snow Park      | Sprint Freistil                 | Australia/New Zealand Cup |
| 13. | 12. August 2012   | Snow Park      | 5 km Freistil                   | Australia/New Zealand Cup |
| 14. | 10. August 2013   | Snow Park      | 10 km klassisch Massenstart     | Australia/New Zealand Cup |
| 15. | 11. August 2013   | Snow Park      | 5 km Freistil                   | Australia/New Zealand Cup |
| 16. | 15. August 2013   | Snow Park      | Sprint Freistil                 | Australia/New Zealand Cup |
| 17. | 19. Dezember 2014 | Hochfilzen     | Sprint klassisch                | Alpencup                  |
| 18. | 20. Dezember 2014 | Hochfilzen     | 5 km klassisch                  | Alpencup                  |
| 19. | 10. Dezember 2016 | Valdidentro    | 10 km klassisch                 | Alpencup                  |
| 20. | 8. Januar 2017    | Lahti          | 10 km klassisch Individualstart | Scandinavian Cup          |
| 21. | 12. Januar 2017   | Minsk          | 10 km klassisch Individualstart | Eastern Europe Cup        |
| 22. | 29. Dezember 2017 | Štrbské Pleso  | Sprint Freistil                 | Slavic-Cup                |
| 23. | 30. Dezember 2017 | Štrbské Pleso  | 10 km klassisch                 | Slavic-Cup                |
| 24. | 15. Dezember 2018 | Štrbské Pleso  | 7,5 km klassisch                | Slavic-Cup                |
| 25. | 30. Dezember 2018 | Štrbské Pleso  | 5 km klassisch                  | Slavic-Cup                |
| 26. | 2. Februar 2019   | Zakopane       | 5 km klassisch                  | Slavic-Cup                |
| 27. | 23. März 2019     | Kremnica       | 5 km klassisch                  | Slavic-Cup                |

### Siege bei Ski-Classics-Rennen
| Nr. | Datum         | Ort                  | Rennen            | Disziplin                   |
| --- | ------------- | -------------------- | ----------------- | --------------------------- |
| 1.  | 8. März 2015  | Sälen–Mora           | Wasalauf          | 90 km klassisch Massenstart |
| 2.  | 2. April 2016 | Vålådalen–Edsåsdalen | Årefjällsloppet   | 60 km klassisch Massenstart |
| 3.  | 18. März 2017 | Rena–Lillehammer     | Birkebeinerrennet | 54 km klassisch Massenstart |
| 4.  | 1. April 2017 | Bardufoss            | Reistadløpet      | 50 km klassisch Massenstart |
| 5.  | 17. März 2018 | Rena–Lillehammer     | Birkebeinerrennet | 54 km klassisch Massenstart |
| 6.  | 16. März 2019 | Rena–Lillehammer     | Birkebeinerrennet | 54 km klassisch Massenstart |

### Sonstige Siege bei Skimarathon-Rennen
- 2010 Avacha ski marathon, 60 km Freistil
- 2011–2014 Merino Muster, 42 km Freistil
- 2015 Ushuaia Loppet, 42 km Freistil
- 2015 Marchablanca, 21 km klassisch
- 2016 Fossavatnsgangan, 50 km klassisch
- 2017, 2019 Bieg Piastów, 50 km klassisch
- 2019 Gsieser-Tal-Lauf, 42 km klassisch

## Teilnahmen an Weltmeisterschaften und Olympischen Winterspielen

### Olympische Spiele
| Jahr und Ort     | Wettbewerb | Wettbewerb | Wettbewerb | Wettbewerb | Wettbewerb | Wettbewerb | Wettbewerb |
| Jahr und Ort     | 10 km      | Skiathlon  | 30 km      | Sprint     | Staffel    | Teamsprint |            |
| ---------------- | ---------- | ---------- | ---------- | ---------- | ---------- | ---------- | ---------- |
| 2006 Turin       | DNF        | 8.         | 3.         | 44.        | –          | –          |            |
| 2010 Vancouver   | 5.         | 3.         | 1.         | 2.         | –          | –          |            |
| 2014 Sotschi     | 1.         | 6.         | DNF        | –          | 6.         | 5.         |            |
| 2018 Pyeongchang | –          | 17.        | 14.        | 22.        | 10.        | 7.         |            |

### Nordische Skiweltmeisterschaften
| Jahr und Ort       | Wettbewerb | Wettbewerb | Wettbewerb | Wettbewerb | Wettbewerb | Wettbewerb | Wettbewerb |
| Jahr und Ort       | 10 km      | Skiathlon  | 30 km      | Sprint     | Staffel    | Teamsprint |            |
| ------------------ | ---------- | ---------- | ---------- | ---------- | ---------- | ---------- | ---------- |
| 2003 Val di Fiemme | 48.        | –          | –          | 31.        | –          | –          |            |
| 2005 Oberstdorf    | 9.         | 13.        | 4.         | 12.        | –          | –          |            |
| 2007 Sapporo       | 18.        | 9.         | DNF        | 17.        | –          | –          |            |
| 2009 Liberec       | 3.         | 1.         | 1.         | –          | 6.         | –          |            |
| 2011 Oslo          | 2.         | 2.         | 3.         | 5.         | 8.         | –          |            |
| 2013 Val di Fiemme | –          | 5.         | 2.         | 6.         | 9.         | –          |            |
| 2015 Falun         | –          | –          | 17.        | 4.         | 5.         | 3.         |            |
| 2017 Lahti         | 8.         | –          | –          | –          | 8.         | 9.         |            |
| 2019 Seefeld       | –          | –          | –          | –          | 13.        | 10.        |            |

## Statistik

### Weltcup-Platzierungen
Die Tabelle zeigt die erreichten Platzierungen im Einzelnen.
- 1.–3. Platz: Anzahl der Podiumsplatzierungen
- Top 10: Anzahl der Platzierungen unter den ersten zehn
- Punkteränge: Anzahl der Platzierungen innerhalb der Punkteränge
- Starts: Anzahl gelaufener Rennen in der jeweiligen Disziplin
- Hinweis: Bei den Distanzrennen erfolgt die Einordnung gemäß FIS.

| Platzierung               | Distanzrennen a | Distanzrennen a | Distanzrennen a | Distanzrennen a | Distanzrennen a | Skiathlon Verfolgung | Sprint | Etappen- rennen b | Gesamt | Team c | Team c  |
| Platzierung               | ≤ 5 km          | ≤ 10 km         | ≤ 15 km         | ≤ 30 km         | > 30 km         | Skiathlon Verfolgung | Sprint | Etappen- rennen b | Gesamt | Sprint | Staffel |
| ------------------------- | --------------- | --------------- | --------------- | --------------- | --------------- | -------------------- | ------ | ----------------- | ------ | ------ | ------- |
| 1. Platz                  | 6               | 16              | 1               |                 |                 | 13                   | 10     | 5                 | 51     |        |         |
| 2. Platz                  | 3               | 6               | 2               | 3               |                 | 9                    | 6      | 4                 | 33     |        |         |
| 3. Platz                  | 5               | 4               |                 |                 |                 | 4                    | 9      |                   | 22     | 1      |         |
| Top 10                    | 20              | 53              | 6               | 5               |                 | 42                   | 57     | 17                | 200    | 1      | 3       |
| Punkteränge               | 25              | 77              | 10              | 6               | 1               | 59                   | 92     | 21                | 291    | 2      | 11      |
| Starts                    | 28              | 84              | 13              | 9               | 1               | 67                   | 117    | 21                | 340    | 2      | 11      |
| Stand: Saisonende 2017/18 |                 |                 |                 |                 |                 |                      |        |                   |        |        |         |

### Weltcupwertungen
| Saison  | Gesamt | Gesamt | Distanz | Distanz | Sprint | Sprint |
| Saison  | Punkte | Platz  | Punkte  | Platz   | Punkte | Platz  |
| ------- | ------ | ------ | ------- | ------- | ------ | ------ |
| 2001/02 | 1      | 103.   | -       | -       | 1      | 73.    |
| 2002/03 | 8      | 88.    | -       | -       | 8      | 61.    |
| 2003/04 | 88     | 46.    | 51      | 42.     | 37     | 38.    |
| 2004/05 | 98     | 44.    | 76      | 30.     | 22     | 44.    |
| 2005/06 | 392    | 13.    | 225     | 17.     | 167    | 17.    |
| 2006/07 | 484    | 8.     | 252     | 10.     | 136    | 17.    |
| 2007/08 | 1096   | 3.     | 661     | 3.      | 301    | 8.     |
| 2008/09 | 1812   | 1.     | 1004    | 1.      | 408    | 4.     |
| 2009/10 | 2064   | 1.     | 929     | 1.      | 575    | 1.     |
| 2010/11 | 2073   | 1.     | 1039    | 1.      | 314    | 5.     |
| 2011/12 | 2419   | 2.     | 1324    | 2.      | 515    | 4.     |
| 2012/13 | 2017   | 1.     | 1027    | 1.      | 430    | 2.     |
| 2013/14 | 618    | 12.    | 348     | 7.      | 170    | 13.    |
| 2014/15 | 411    | 13.    | 292     | 13.     | 67     | 33.    |
| 2015/16 | 598    | 16.    | 350     | 13.     | 52     | 35.    |
| 2016/17 | 404    | 21.    | 300     | 14.     | 80     | 27.    |
| 2017/18 | 106    | 54.    | 45      | 49.     | 47     | 41.    |

## Ehrungen und Auszeichnungen
- 2009 Ritterkreuz des Orden Polonia Restituta
- 2009, 2010, 2011, 2012 und 2013 Sportlerin des Jahres in Polen

## Privates
Kowalczyk war ab 2020 mit dem Kletterer Kacper Tekieli verheiratet, im Folgejahr wurden die beiden Eltern eines gemeinsamen Sohnes. Tekieli wurde im Mai 2023 beim Klettern in der Schweiz von einer Lawine erfasst und konnte nur noch tot geborgen werden.